# Julián Palacios
Julián Palacios Gutiérrez (Madrid, 22 de agosto de 1880 - Ibidem, 1947) fue cofundador y primer presidente de la Nueva Sociedad de Foot-Ball que pasó a denominarse como (Sociedad) Madrid Foot-Ball Club en 1901, actual Real Madrid Club de Fútbol. Situada en la villa de Madrid, surgió del protoclub conocido como (Sociedad) Foot-Ball Sky, fundado en 1897 como Sociedad de Foot-Ball, que sería la base de la posterior entidad edificada por él y los hermanos Juan y Carlos Padrós.
Julián Palacios es por tanto reconocido como el primer presidente del Real Madrid C. F., aunque no constase ningún acta fundacional del club que así lo registrase hasta la Junta General Extraordinaria celebrada en 1902 y en la que se designó al que fue su sucesor, Juan Padrós, finalizando así un larguísimo proceso burocrático y administrativo.